# Henrik Klasson (Horn)
Henrik Klasson, född omkring 1512, död 1595, var en svensk häradshövding, lagman, ståthållare och fältöverste. Han är stamfar för ättegrenen Horn af Kanckas.

## Biografi
Henrik Klasson var son till riksrådet Klas Henriksson (Horn) och Kristina (Jakobsdotter). Henrik Klasson bodde under sina första år på faderns sätesgård Åminne i Halikko men efter dennes död ca 1520 flyttade han med modern till hennes sätesgård Haapaniemi i Kisko. Eftersom han kunde tyska kan man anta att han i ungdomen vistades eller studerade i Tyskland. Senast 1534 var han småsven vid kung Gustavs hov. På sensommaren 1535 användes han under Grevefejden som kungens budbärare till fältherrarna i Skåne. Tre år senare var han fortfarande i hovtjänst och gjorde en ny resa i kungens tjänst. En omorganisation av den kungliga förvaltningen samma höst medförde att kammaren delades i tre avdelningar som förestods av varsitt kammarråd. Ett av kammarråden var Henrik Klasson, som i ersättning fick häradsdomarposten i Masku i förläning. I början av år 1540 slutförde Henrik en skattläggning av hela Finland. På våren 1542 lämnade kammarråden sina uppdrag och Henrik nämndes som de svenska och tyska knektarnas hövitsman i Åbo.
På hösten 1542 reste Henrik Klasson till Bremen där kansler Conrad von Pyhy vistades i ett diplomatiskt uppdrag och för att värva de trupper som behövdes för att slå ned Nils Dackes uppror i Småland. På vintern reste Henrik till Sverige och återvände i mars 1543 till Bremen med de penningmedel som behövdes för värvning av trupperna. Henrik reste till Sverige i maj men efter Dackes bortgång på sensommaren, då de värvade trupperna kunde sändas bort, förde han de medel som behövdes för deras sold och uppehåll till Köpenhamn. Ännu i januari 1544 deltog Henrik i riksdagen i Västerås men efter det förefaller han ha lämnat hovtjänsten och flyttat till Finland. Han blev då befälhavare för fotfolket i Finland och ansvarig för att bygga upp trupperna enligt beslutet vid samma riksdag. Därtill bildade han familj och byggde sin nya sätesgård på Kankas i Masku, som han hade ärvt efter sin far.

### Kungens och hertigens troman i Finland
Med bibehållande av sina militära befäl utsågs Henrik Klasson i början av år 1549 till lagman i Söderfinne lagsaga. Han var därmed kungens närmaste troman i Finland och hans uppdrag varierade mycket. Han betalade sold till knektarna, stödde försöken att styra östhandeln över den nya handelsstaden Helsingfors, befäste Viborg och såg till att kyrkotiondet införlivades med kronoskatterna. År 1555 angrep ryssarna över gränsen och kung Gustav reste dit för bekanta sig med läget. Han beslöt att föra krig och det svenska anfallet skulle riktas mot Nöteborg, Kexholm och Koporje så att svenskarna skulle kunna behärska handeln på floden Neva. I september 1555 ledde Henrik Klasson fotfolket i anfallet på Nöteborg men fästningen var för stark och svenskarna tog till reträtt. Henrik kom därför i onåd hos kungen. I slutet av år 1555 byttes befälet ut och Henrik var inte längre bland befälhavarna. Han togs dock snart till nåder igen och återgick till sina civila uppdrag.
I juni 1556 fick hertig Johan Finland i förläning och Henrik Klasson blev en av hans närmaste tromän, särskilt vad gällde ekonomiförvaltningen. Hertigen ville sommaren 1558 utnyttja den oroliga situationen i Livland och sände Henrik till Reval för förhandlingar, men staden hade redan vänt sig till den danske kungen för beskydd. Åren 1559–1560 följde Henrik hertigen på dennes resa till England för att framföra hertig Eriks frieri till drottning Elisabet. I anslutning till Eriks kröning 1561 slogs Henrik till riddare. Vid nyår 1562 utsågs Henrik till hertig Johans hovmästare. Från midsommaren till julen 1562 deltog Henrik i hertig Johans friarfärd till Polen. Då hertig Johans konflikt med kung Erik blev akut i slutet av våren 1563 sade Henrik upp sin trohet till hertigen, flydde till Sverige och vittnade i juni inför ständerna om hertigens göranden.
Henrik Klasson deltog i fängslandet av hertig Johan på sensommaren 1563 i Åbo men utsågs redan i september till krigsöverste i Estland. I början av följande år erövrade han slottet Lode i Wiek av danskarna. Därefter började problemen med hans legoknektar som han inte alltid kunde betala. I januari 1565 utsågs Henrik också till ståthållare i Estland. Därpå fick han akuta problem med legoknektarna som övertog staden Pernau av svenskarna och staden kom senare i polska händer. I augusti tågade knektarna från Pernau till Reval för att erövra staden men Henrik lyckades besegra dem i Slaget vid Obermühlenberg. Kungen var nöjd med Henriks insatser och utsåg honom på hösten 1566 till överste för krigsfolket i Finland och ordnade en triumffest för honom i Stockholm. År 1567 led svenskarna under Henriks ledning ett svidande nederlag vid Runafer och Henrik anhöll om avsked, Han fortsatte dock som ståthållare och genomförde den omorganisation av civilförvaltningen som blev grunden för förvaltningen i Estland under hela den svenska tiden. Hertigarnas uppror mot kungen på sensommaren 1568 och Johans utropande till kung innebar slutet på hans tid i Estland. Kung Johan förväntade sig att Henrik överlät slottet i Reval till nya män och Henrik sattes i husarrest på Kankas.

### Nordiska tjugofemårskriget
Huvudartikel: Nordiska tjugofemårskriget
På hösten 1570 angrep dansk-ryska trupper det svenska Reval och då behövdes Henrik Klassons tjänster igen. Det gällde större penninglån till kronan och hans administrativa förmåga. I december utsågs han till överbefälhavare i Finland och var då den som tog ut de resurser i Finland som behövdes för krigföringen i Estland. Under skiftande titlar fortsatte han med det tills han i september 1576 anlände till Reval för att vara ståthållare där. I januari 1577 kom en mycket stor rysk armé till Reval för att belägra staden. Försvaret sköttes för borgens del av Henrik Klasson och för stadens del av hans son Carl. Efter knappt två månader gav dock ryssarna upp belägringen. Som belöning för sin insats utsågs Henrik Klasson på sommaren till lagman i Norrfinne lagsaga, något senare utsågs han också till ståthållare i samma område. Henrik återgick också till sina tidigare militära uppgifter i Finland, men denna gång med stöd av sonen Carl.
I februari 1578 ledde Henrik Klasson en expedition till Jama och Koporje som enbart avsåg plundring. 
I februari 1579 ledde Henrik Klasson ett några veckor långt härjningståg till trakten av Novgorod. På sensommaren ledde han ett krigståg från Reval mot Narva men insjuknade och måste lämna uppgiften. Kungen var missnöjd med Henriks grymhet på expeditionerna till Ingermanland och Novgorod och klandrade honom för misslyckandet vid Narva. För en kort tid var han i kunglig onåd men friades av riksrådet och blev snart ståthållare först i östra Finland, sedan i västra Finland. Hans största insats var dock den skattereform som han år 1584 genomförde i Finland och som gjorde skatterna mer rättvisa än tidigare. Under åren 1585 och 1586 lämnade Henrik Klasson sina offentliga uppdrag. Ännu år 1593 försökte han i ett brev förmå riksmarsken Clas Fleming att sända en del av sina trupper till Sverige eftersom befolkningen i Finland led av alla krigsbördor. Han avled år 1595 i hög ålder.

## Familj
Henrik Klasson var son till riksrådet Klas Henriksson (Horn) och Kristina (Jakobsdotter).
Henrik Klasson gifte sig första gången ca 1544 med Elin Arvidsdotter (död 1577), dotter till lagmannen Arvid Eriksson (Stålarm) och Kristina Knutsdotter (Kurck). Han gifte sig 1578 med Brita.
Henrik Klasson skrev sig först till sin mors änkesäte Haapaniemi i Kisko men senare till Kankas i Masku. På ålderns höst bodde han på gården Myckilsberg (Taipale) i Masku.

### Barn
- Carl (ca 1550–1601), riksråd.
- Jöran (död 1600), ståthållare.
- Arvid[15] (död 1606 eller 1607), riksråd.
- Kerstin (död före november 1598). Gift 1561 med riksrådet Jacob Henriksson (Hästesko) (död 1567). Gift 1570 med riksrådet Clas Åkesson (Tott) (död 1590).
- Karin (nämns ännu 1594). Gift med ståthållaren Hans Björnsson (Lejon)[16] (död 1572).
- Elin (död före 1609). Gift med ståthållaren Clas Hermansson Fleming [17] (död 1616).
- Anna. Gift 1584 med ståthållaren Lars Hermansson Fleming [18] (död 1602). Gift 1606 med ståthållaren Tönne Göransson (Gyllenmåne) till Högsjögård[19].
- Brita (död senast 1587). Gift 1578 med Tönne Eriksson Tott[20] (1553–1608).
- Elisabet (död före 1614). Gift med riksrådet Claes Joensson (Barketorpsätten)[21]